# Jiří Hájek (politik ČSSD)
Bc. Jiří Hájek (* 1. září 1961) je český politik a podnikatel, v letech 2010 až 2014 zastupitel města Frýdku-Místku, člen ČSSD.

## Život
V letech 1976 až 1979 vystudoval SOU strojírenské Vítkovice a později v letech 1990 až 1995 obor strojírenství na Střední průmyslové škole Karviná. Bakalářské vysokoškolské studium získal v letech 2008 až 2011 na Vysoké škole cestovního ruchu, hotelnictví a lázeňství v Praze (obor management cestovního ruchu a management hotelů, gastronomických zařízení a lázeňství).
Po absolvování vojenské prezenční služby se v letech 1982 až 1992 živil postupně jako strojní zámečník, montér ocelových konstrukcí, svářeč a technik. Od roku 1992 soukromě podniká v oblasti pojištění. V roce 1994 založil cestovní kancelář KOVOTOUR PLUS s.r.o. a stal se jejím ředitelem.
Angažuje se jako člen Asociace českých cestovních kanceláří a agentur (od roku 2004), v níž se podílí na práci odborných komisí. Od roku 2003 je členem Hospodářské komory ČR a od roku 2011 také působí v klastru cestovního ruchu KLACR. V roce 2013 se stal prezidentem Česko-černohorské obchodní a průmyslové komory v Praze.
Jiří Hájek je ženatý a má tři děti, žije ve Frýdku-Místku.

## Politické působení
Je členem ČSSD.
Do politiky vstoupil, když byl v komunálních volbách v roce 2010 zvolen za ČSSD do Zastupitelstva města Frýdku-Místku. Ve volbách v roce 2014 se pokoušel mandát zastupitele města obhájit, ale neuspěl.
Ve volbách do Senátu PČR v roce 2014 kandidoval za ČSSD v obvodu č. 69 – Frýdek-Místek. Se ziskem 19,62 % hlasů skončil v prvním kole na 2. místě a postoupil tak do kola druhého. V něm ho však porazil poměrem hlasů 43,98 % : 56,01 % lidovec Jiří Carbol.